# Aniya Holder
Aniya Holder (Grahamstown, 3 de agosto de 2001) es una escaladora sudafricana que se especializa en escalada de competición, particularmente escalada de velocidad. A partir de 2024, Holder es la actual campeona continental africana en escalada de velocidad femenina y representa a Sudáfrica en esa disciplina en los Juegos Olímpicos de París 2024.

## Primeros años de vida
Holder nació el 3 de agosto de 2001 en Grahamstown (ahora Makhanda), Sudáfrica. Creció en Makhanda como una de siete hijos y su padre era director de música en Kingswood College. Holder fue educada en casa y probó tanto el baile como el kárate antes de empezar a escalar a los 14 años. Comenzó a escalar en una pequeña pared en la Universidad de Rhodes y comenzó a unirse al club de la universidad en viajes de escalada al aire libre a los 16 años.

## Carrera de escalada competitiva
Holder participó en su primer evento de escalada competitivo a los 17 años y originalmente se mantuvo en las categorías de búlder y líder. En 2021, sin embargo, se fracturó los nudillos al golpear un volumen en la pared. Poco después de recuperarse parcialmente de esa lesión, Holder se dislocó el codo mientras practicaba búlder, lo que requirió cinco meses de descanso para rehabilitarse. Su entrenador, Jay-D Muller, le sugirió que probara la escalada rápida como una alternativa menos dolorosa y menos propensa a sufrir lesiones que el búlder y el plomo. Holder ha dicho que «[la escalada rápida] no tiene movimientos tan duros y comprimidos, sino más bien correr por la pared». Comenzó a escalar velocidad en octubre de 2022 y le gustó, a pesar de las malas instalaciones disponibles: la ruta estándar internacional es de 15 metros, pero el gimnasio en Gqeberha solo tiene una pared de 6 metros, que debe cambiarse. cada 1-3 meses para parecerse a cada tercio de la ruta oficial. A finales de 2023, participó en su primera competición de escalada de velocidad y ganó.
Holder ganó el primer lugar en el Campeonato Continental Africano de 2023 de la Federación Internacional de Escalada Deportiva (IFSC), pero inicialmente comenzó a entrenar para ello sin darse cuenta de que el evento era un clasificatorio para los Juegos Olímpicos de París 2024. En la competición, celebrada en Pretoria en diciembre de 2023, se clasificó para la ronda final de la prueba de escalada de velocidad con un tiempo de 11,89 segundos y ganó la final con un tiempo de 11,33 segundos, más de dos segundos más rápido que el segundo clasificado, Tegwen Oates.
Holder es la única mujer que representa a una nación africana en la prueba de escalada de velocidad en los Juegos Olímpicos de Verano de París 2024. A ella se unen en el equipo de Sudáfrica su compañero escalador de velocidad Joshua Bruyns, así como los escaladores combinados de búlder y plomo Lauren Mukheibir y Mel Janse van Rensburg. En las rondas de clasificación de los Juegos Olímpicos de París, celebradas en Le Bourget, Holder logró un nuevo mejor tiempo personal de 9,12 segundos y obtuvo el puesto 14 para las rondas eliminatorias. Holder abandonó la competición ese mismo día, registrando una carrera de 9,36 segundos en una ronda en la que fue eliminada por Aleksandra Mirosław, actual poseedora del récord mundial del evento.

## Vida personal
Desde 2024, Holder vive en Gqeberha y trabaja a tiempo completo como trazadora de rutas y entrenadora en el gimnasio de escalada local. También es artista visual. El padre de Holder, Stephen, exdirector de música de Kingswood College, murió en 2020 durante la pandemia de COVID-19 en Sudáfrica. Stephen nunca pudo ver a Aniya competir o escalar al aire libre, por lo que pintó un retrato de él en su bolsa de tiza en recuerdo.